# JR貨物UV26A形コンテナ
UV26A形コンテナ（UV26Aがたコンテナ）は、日本貨物鉄道（JR貨物）輸送用として籍を編入している20ft私有コンテナ（通風コンテナ）である。
1993年度より製造された。
形式の数字部位 「 26 」は、コンテナの容積を元に決定される。このコンテナ内容積26㎥の算出は、厳密には端数四捨五入計算の為に、内容積25.5 - 26.4㎥の間に属するコンテナが対象となる。
また形式末尾のアルファベット一桁部位「A」は、コンテナの使用用途（主たる目的）が「普通品の輸送」を表す記号として付与されている。
1994年度より製造された。

## 番台毎の概要
2〜45
中越運送所有。総重量4.75t